# Вітрові турбіни з вертикальною віссю

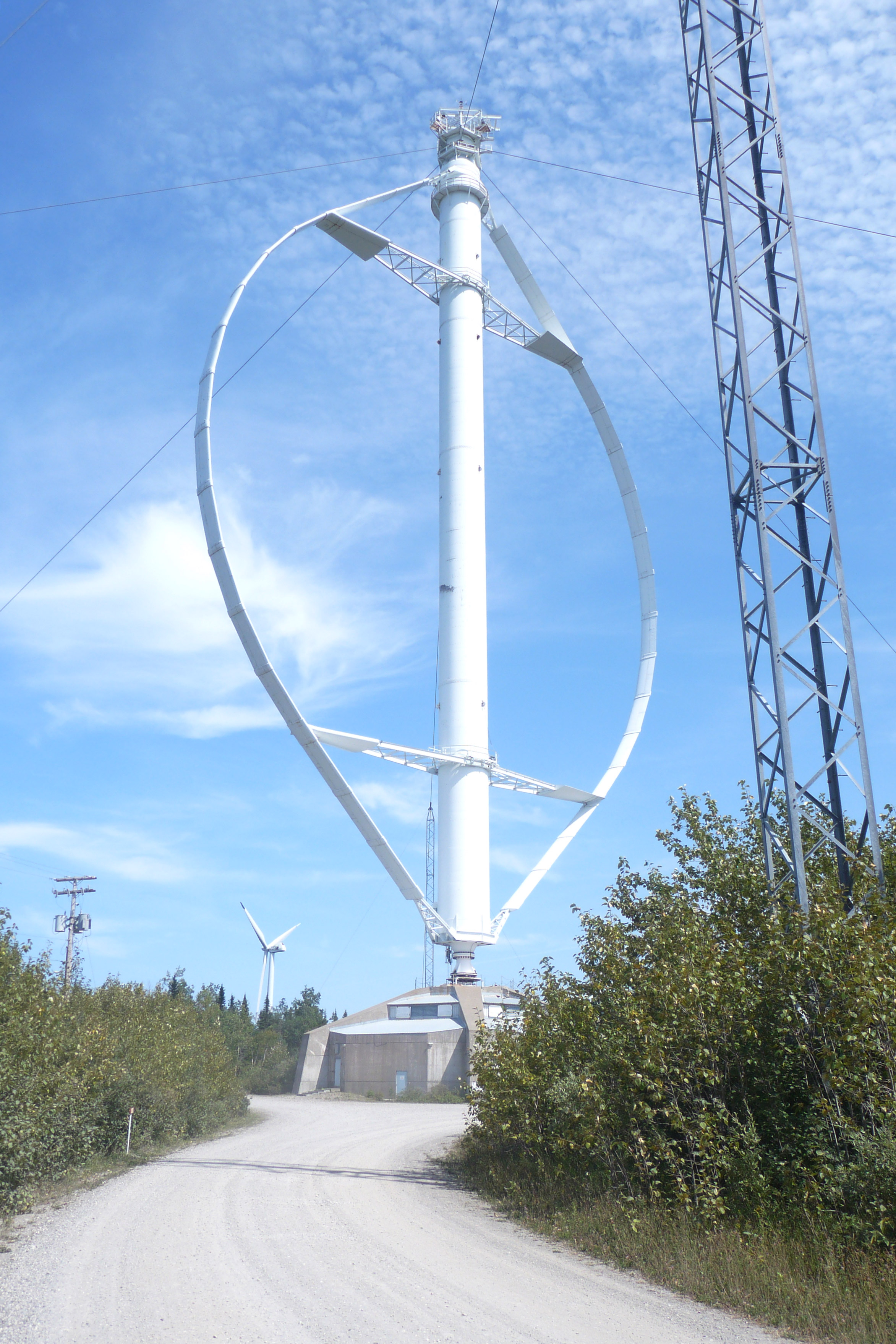
Турбіна Дар'є

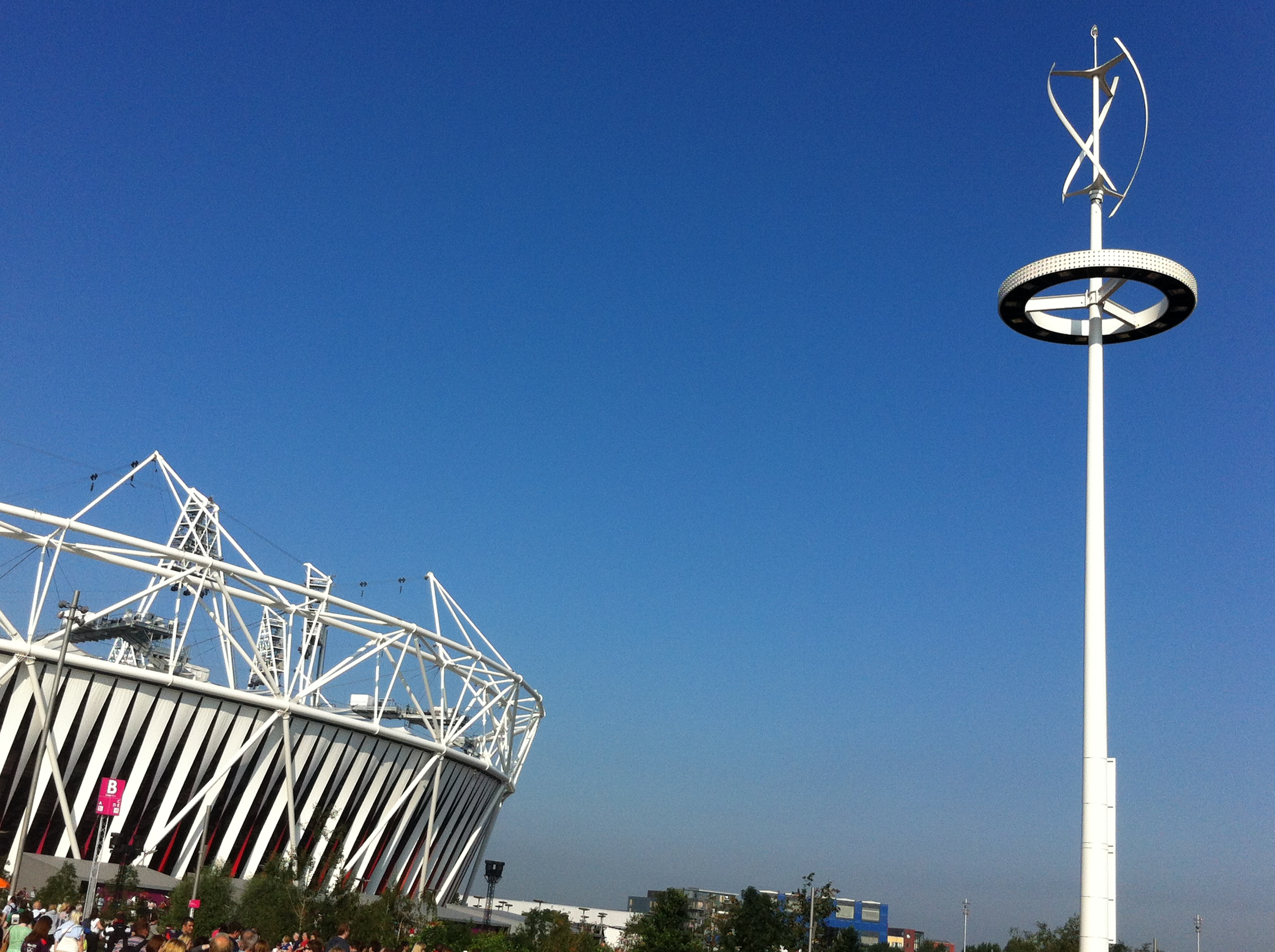
Quietrevolution (праворуч) біля Олімпійського стадіону в Лондоні

Вітряні турбіни з вертикальною віссю — тип вітряних турбін, в яких головний вал ротора встановлений поперек вітру (не обов'язково по вертикалі).
Розташування валу ротора поперек вітру дозволяє:
- встановлювати генератор і редуктор близько до землі, що зменшує витрати на обслуговування та ремонт;
- позбавляє необхідності орієнтувати турбіни відносно напрямку вітру і, таким чином, спрощує конструкцію турбіни в цій частині.

Основний недолік для ранніх конструкцій вітряних турбін з вертикальною віссю (Ротор Савоніуса, Турбіна Дар'є тощо) полягав у виникненні значних коливань моменту за один оборот, що призводило до підвищених вимог до опори, накопиченням втоми матеріалу лопатей, та проблем з початковим запуском турбіни. В більш пізніх проектах вплив нерівномірності крутного моменту був зменшений шляхом гвинтового повороту лопаток турбіни (Турбіна Горлова тощо), а недоліки, пов'язані з втомою матеріалу були подолані використанням сучасних композитних матеріалів і удосконалень в області техніки і дизайну.
Однією з істотних невирішених проблем сучасних конструкцій подібних турбін є розробка лопатей зі змінним кутом атаки — так, як це реалізовано для лопатевих турбін з горизонтальною віссю — з метою зменшення навантаження на турбіну при зростанні швидкості вітру.
Вітряні турбіни з вертикальною віссю з успіхом використовуються в місцевостях з частими змінами напрямків вітру (наприклад — в містах).